# 下館藩
下館藩（日语：／ Shimodate-han */?）是位於日本常陸國真壁郡下館（現茨城縣筑西市本城町）的藩，成立於慶長3年6月20日（1598年7月23日），寬永19年2月28日（1642年3月28日）第一次廢藩，寬文3年7月11日（1663年8月13日）重新立藩，元祿15年9月28日（1702年11月17日）第二次廢藩，元祿16年1月9日（1703年2月24日）再次立藩，明治4年7月14日（1871年8月29日）廢藩置縣。藩高峰期石高達五萬石，藩廳是下館城，藩校是蒙養館，寬保元年（1741年）時的人口是2,918戶12,933人。
江戶藩邸方面，上屋敷拜領於享保16年4月18日（1731年5月23日）和享保17年4月29日（1732年5月23日），原本位於西丸下（現東京都千代田區皇居外苑的皇居前廣場一帶），享保20年6月5日（1735年7月24日）移至靈南坂上（現千代田區霞關1-2-3的中央合同廳舍第5號館別館一帶），文政5年9月14日（1822年10月28日）再移至外櫻田（現千代田區霞關一丁目的西幸門前路口一帶）。
中屋敷位於麻布市兵衛町（現東京都港區六本木3-2-7一帶），部分屋敷在文政5年（1822年）9月和安政5年9月27日（1858年11月2日）被收回。下屋敷拜領於享保8年5月28日（1723年6月30日），位於麻布古川端（麻布區東町，現港區東麻布一丁目一帶），部分屋敷在天保6年（1835年）5月相對替至小名木川，小名木川的下屋敷在弘化2年3月22日（1845年4月28日）相對替至四谷內藤新宿新屋敷，《文化武鑑》記載下屋敷位於三田新堀（現港區南麻布1-8一帶），文化9年（1812年）和文政12年（1829年）獲得的抱屋敷則位於下谷金杉（現東京都台東區下谷一至三丁目和根岸三至五丁目一帶）。另外，藏屋敷位於近江町（現大阪府大阪市中央區釣鐘町二丁目）。

## 歷史
慶長3年6月20日（1598年7月23日），水谷勝俊在水谷正村死後接任為下館城主。關於其石高，《寬政重修諸家譜》記載勝俊時期為三萬一千石，《藩史大事典》、《國史大辭典》和《角川日本地名大辭典》也持同一看法。相對地，《藩翰譜》記載為二萬五千石或三萬石，《日本戰史》和藤野保所著的《幕藩體制的研究》也指是二萬五千石。勝俊之子水谷勝隆繼位後的石高也存在爭議，《藩史大事典》、《角川日本地名大辭典》和《幕藩體制的研究》指是三萬二千石，相對地《藩翰譜》指是五萬石，其中二萬石是通過檢地獲得，《德川實紀》則指勝俊轉封至備中成羽五萬石時是加增三千石，也就是原本為四萬七千石，這與《新編常陸國志》的說法一致。對此，《下館市史》指出四萬七千石涵蓋下館三萬一千石以及正村的遺領久下田一萬六千石，因此認同三萬一千石的說法。
寬永16年7月13日（1639年8月12日），德川賴房長子松平賴重以五萬石入主下館，寬永19年2月28日（1642年3月28日）加增至讚岐高松藩十二萬石後，下館變成幕府領，改由代官高室昌成和熊澤忠勝負責管治，他們死去後分別由兩人之子高室昌久和熊澤忠德接手，代官陣屋位於西町藏福寺以西（現茨城縣筑西市甲的藏福寺以西），城番則由以下的大名或旗本擔任：
| 任期（1642年至1663年） | 城番名稱                     |
| 大名                   | 大名                         |
| ---------------------- | ---------------------------- |
| 寬永19年至寬永20年     | 仙石政俊                     |
| 正保元年               | 脇坂安元                     |
| 正保2年                | 新直好                       |
| 正保3年                | 溝口宣直                     |
| 正保4年                | 織田信昌                     |
| 慶安元年               | 三宅康盛                     |
| 慶安2年                | 牧野康成                     |
| 慶安3年                | 細川興隆                     |
| 旗本                   |                              |
| 慶安4年                | 堀田一輝 藤懸永俊            |
| 承應元年               | 蒔田定行 齋藤利意            |
| 承應2年                | 溝口宣秋 皆川秀隆            |
| 承應3年                | 花房幸昌 町野幸長            |
| 明曆元年               | 近藤用將 溝口宣知            |
| 明曆2年                | 橫山知清 松平乘次            |
| 明曆3年                | 溝口宣秋 皆川秀隆→大久保賴母 |
| 萬治元年               | 花房職重 遠山伊次            |
| 萬治2年                | 田中定格 堀田一純            |
| 萬治3年                | 本堂榮親 齋藤利意            |
| 寬文元年               | 井上正義 上田重則            |
| 寬文2年                | 稻葉正休 溝口宣俊            |
| 寬文3年                | 一色直房 西尾包教            |

寬文3年7月11日（1663年8月13日），增山正彌從三河西尾以二萬三千石入主下館。元祿15年9月1日（1702年10月21日），正彌轉封至伊勢長島，同日井上正岑從丹波龜山以五萬石入主下館，不過在同年9月28日（11月17日）便以城郭狹小為由轉封至常陸笠間。同年11月11日（12月19日），下館改由代官雨宮勘兵衛管治。元祿16年1月9日（1703年2月24日），黑田直邦以一萬五千石入主下館，寶永4年1月9日（1707年2月11日）獲加增武藏國高麗郡和播磨國美囊郡內五千石，享保17年3月1日（1732年3月26日）轉封至上野沼田。
同日，石川總茂從伊勢神戶以二萬石入主下館。享保18年11月4日（1733年12月9日），相模小田原藩主大久保忠增七男作為總茂的養子而繼位，即石川總陽。元文5年10月7日（1740年11月25日），小普請組支配大久保總比三男作為總陽的養子而繼位，即石川總候。享和2年12月26日（1803年1月19日），越後長岡藩主牧野忠精次男作為石川總般的養子而繼位，即石川總親。文化4年11月22日（1807年12月20日），總般之子作為總親的養子而繼位，即石川總承。天保9年（1838年）12月，二宮尊德在下館開始實施報德仕法。
戊辰戰爭爆發後，新政府軍在慶應4年4月5日（1868年4月27日）攻佔鄰近下館的結城藩，並且要求石川總管繳納軍費，總管最終在兩日後接納其請求。同年4月17日（5月9日），由土方歲三率領的舊幕府軍包圍下館城，要求總管出兵討伐新政府軍，總管稱病拒絕後，舊幕府軍改為要求其提供物資，獲得物資的舊幕府軍最終在翌日離開下館。同年4月20日（5月12日），接報再有舊幕府軍逼近下館附近的總管逃至水戶吉田藥王院靜觀其變，他最終在宇都宮城之戰結束後的5月19日（7月8日）重返下館。
同年8月7日（9月22日），下館藩奉新政府軍之命在虎之門戒備，8月26日（10月11日）又從江戶護送運送彈藥的部隊至土浦，9月13日（10月28日）則奉命出兵至日光，並且在9月16日（10月31日）抵達鉢石。9月23日（11月7日），下館藩奉命在五十里口關口戒備，其後在今市得知水戶一帶的戰報（弘道館戰爭），便隨即返回下館，並且向水戶進軍，不過到達水戶時戰爭已經結束，下館藩兵也在10月12日（11月25日）返回下館。明治4年7月14日（1871年8月29日）廢藩置縣。

## 歷任藩主
| 大名家     | 家格              | 藩主     | 石高              | 藩領                                                                                      |
| ---------- | ----------------- | -------- | ----------------- | ----------------------------------------------------------------------------------------- |
| 水谷家     | 外樣大名 城主大名 | 水谷勝俊 | 三萬一千石        | 常陸國真壁郡 下野國芳賀郡                                                                 |
| 水谷家     | 外樣大名 城主大名 | 水谷勝隆 | 三萬二千石        | 常陸國真壁郡 下野國芳賀郡                                                                 |
| 高松松平家 | 親藩大名 城主大名 | 松平賴重 | 五萬石            | 常陸國真壁郡 下野國芳賀郡                                                                 |
| 增山家     | 譜代大名 城主大名 | 增山正彌 | 二萬三千石        | 常陸國真壁郡 下野國芳賀郡                                                                 |
| 井上家     | 譜代大名 城主大名 | 井上正岑 | 五萬石            | 常陸國真壁郡 下野國芳賀郡                                                                 |
| 黑田家     | 譜代大名 城主大名 | 黑田直邦 | 一萬五千石→二萬石 | 常陸國真壁郡 下野國芳賀郡 武藏國足立郡、入間郡和比企郡 五千石：武藏國高麗郡和播磨國美囊郡 |
| 石川家     | 譜代大名 城主大名 | 石川總茂 | 二萬石            | 常陸國真壁郡 河內國石川郡和古市郡                                                         |
| 石川家     | 譜代大名 城主大名 | 石川總陽 | 二萬石            | 常陸國真壁郡 河內國石川郡和古市郡                                                         |
| 石川家     | 譜代大名 城主大名 | 石川總候 | 二萬石            | 常陸國真壁郡 河內國石川郡和古市郡                                                         |
| 石川家     | 譜代大名 城主大名 | 石川總彈 | 二萬石            | 常陸國真壁郡 河內國石川郡和古市郡                                                         |
| 石川家     | 譜代大名 城主大名 | 石川總般 | 二萬石            | 常陸國真壁郡 河內國石川郡和古市郡                                                         |
| 石川家     | 譜代大名 城主大名 | 石川總親 | 二萬石            | 常陸國真壁郡 河內國石川郡和古市郡                                                         |
| 石川家     | 譜代大名 城主大名 | 石川總承 | 二萬石            | 常陸國真壁郡 河內國石川郡和古市郡                                                         |
| 石川家     | 譜代大名 城主大名 | 石川總貨 | 二萬石            | 常陸國真壁郡 河內國石川郡和古市郡                                                         |
| 石川家     | 譜代大名 城主大名 | 石川總管 | 二萬石            | 常陸國真壁郡 河內國石川郡和古市郡                                                         |

## 藩領
下館藩領如下，基於相給也有可能同時是皇室領、公家領、幕府領、其他藩領、旗本領或寺社領。
| 令制國 | 郡     | 町村數目 | 領地 |
| ------ | ------ | -------- | --- |
| 常陸國 | 真壁郡 | 30村     | 東榎生村、西榎生村、二木成村、西芳町村、下岡崎村、飯島村、田中村、下西鄉谷村、菅谷村、外塚村、西谷貝村、石原田村、西大島村、谷中村、灰塚村、石塔村、泉村、折本村、口戶村、神分村、樋口村、中館村、岡芹村、小川村、蕨村、下中山村、市野邊村、稻野邊村、小林村、蒔田村 |
| 河內國 | 石川郡 | 18村     | 寬弘寺村、龍泉村、北加納村、南加納村、白木村、馬谷村、中村、平石村、上河內村、二河原邊村、水分村、桐山村、東阪村、小吹村、甘南備村、吉年村、千早村、中津原村 |
| 河內國 | 古市郡 | 4村      | 碓井村、東坂田村、藏之內村、西坂田村 |